# Evangelisches Krankenhaus Witten

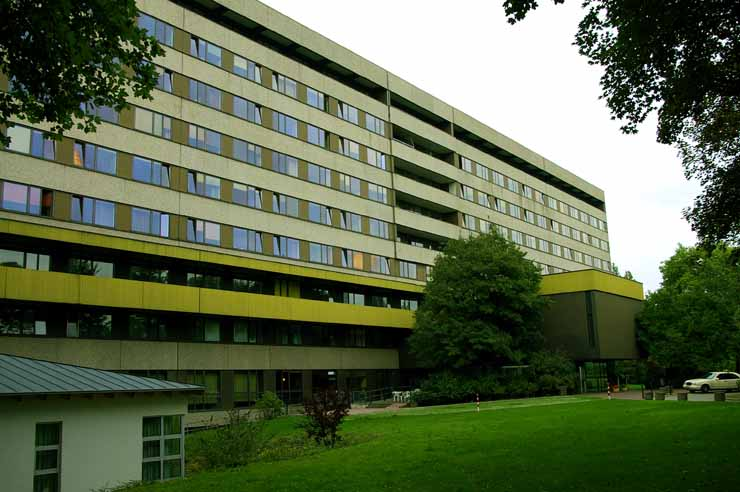
Ev. Krankenhaus Witten

Das Evangelische Krankenhaus Witten ist ein Krankenhaus mit 302 Betten in Witten. Das Haus hat neun Fachabteilungen und eine Beleg-Abteilung für Hals-, Nasen- und Ohrenheilkunde. Es ist Lehrkrankenhaus der Universität Witten/Herdecke.

## Geschichte
Das Krankenhaus wurde 1863 mit zunächst 20 Betten eröffnet. Durch Erweiterungen hatte es 1875 bereits 100 Betten. 1890 wurde das „Evangelische Diakonissenhaus für die Grafschaft Mark und das Siegerland zu Witten an der Ruhr“ eröffnet, um dem Mangel an Pflegekräften zu begegnen. Das Krankenhaus selbst war fortan ebenfalls unter der Bezeichnung Diakonissenhaus in der Bevölkerung bekannt. Durch zunehmenden Platzmangel wurde ein Neubau notwendig. 1976 wurde schließlich ein Neubau an jetziger Stelle eröffnet. Der Name Diakonissenhaus ist in der Wittener Bevölkerung auch heute noch üblich.
Das Evangelische Krankenhaus gehört seit 2016 der Evangelischen Krankenhausgemeinschaft Herne/Castrop-Rauxel an.

## Fachabteilungen
- Klinik für Innere Medizin

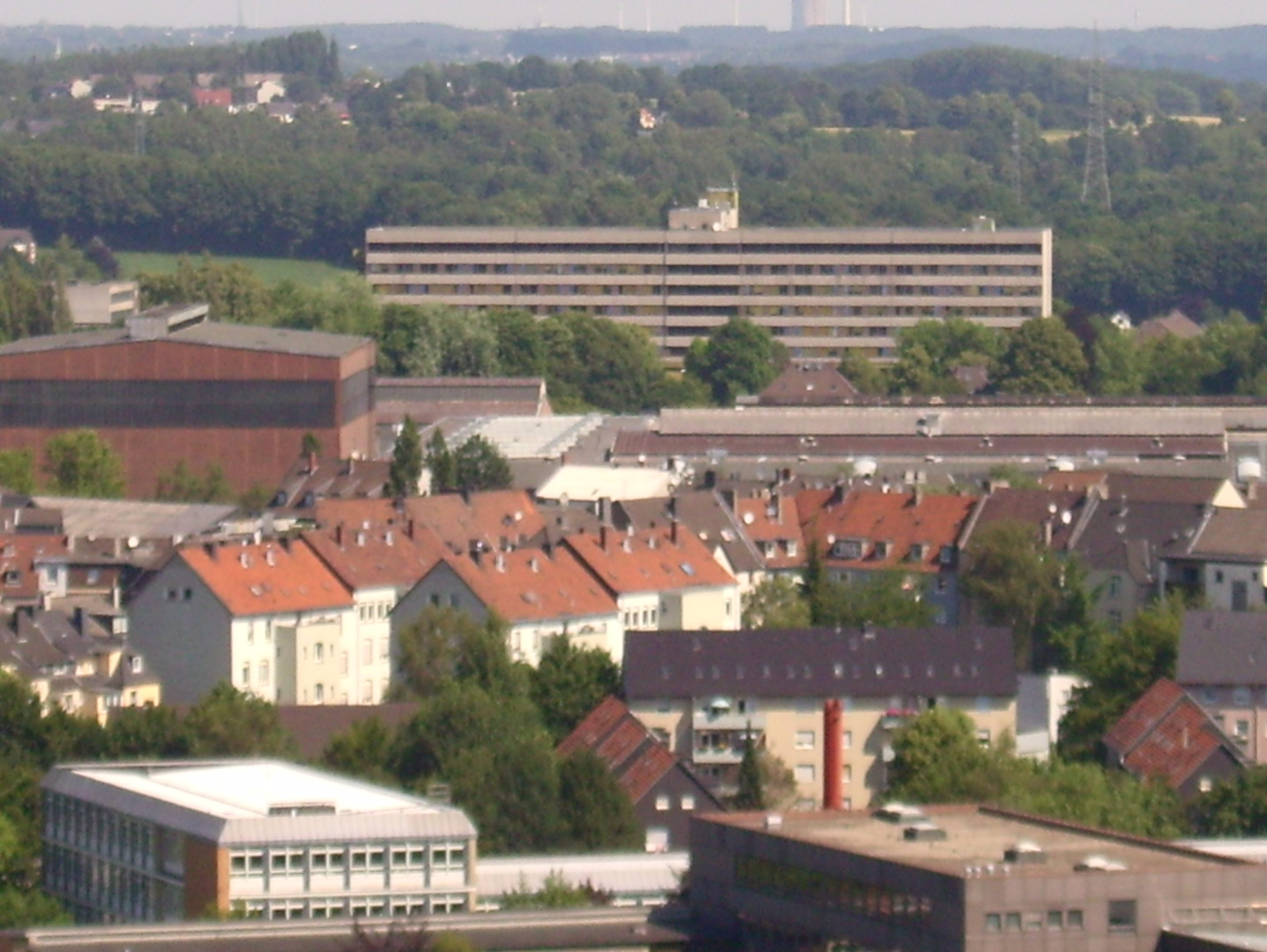
Ev. Krankenhaus Witten

- Klinik für Hämatologie und Onkologie
- Klinik für Allgemein- und Viszeralchirurgie
- Klinik für Unfallchirurgie und Orthopädie
- Geriatrische Klinik und Tagesklinik
- Urologische Klinik
- Klinik für Anästhesie und Intensivmedizin
- Radiologie
- Klinik für Strahlentherapie
- Hals-, Nasen- und Ohrenheilkunde